# NGC 5861
NGC 5861 ist eine aktive Balken-Spiralgalaxie mit ausgedehnten Sternentstehungsgebieten vom Hubble-Typ SBc im Sternbild Waage auf der Ekliptik. Sie ist schätzungsweise 82 Millionen Lichtjahre von der Milchstraße entfernt und hat einen Durchmesser von etwa 75.000 Lj.
Im selben Himmelsareal befinden sich u. a. die Galaxien NGC 5858, NGC 5872, IC 1091.
In dieser Galaxie wurden die Supernovae SN 1971D und SN 2017erp beobachtet.
Das Objekt am 9. Mai 1784 vom deutsch-britischen Astronomen Wilhelm Herschel mit einem 18,7-Zoll-Spiegelteleskop entdeckt, der sie dabei mit „pF, pL, slightly extended nearly along the meridian“ beschrieb.